# Мелашунас-Ферро Валерія Мартинівна
Валерія Мартинівна Мелашунас-Ферро (нар. 15 березня 1925, Ананьїв — пом. 7 лютого 1996) — українська артистка балету, балетмейстерка. Народна артистка України (з 1993 року).

## Життєпис
Народилася 15 березня 1925 року в місті Ананьєві (тепер Одеської області). В 1935—1941 роках навчалася в Одеській балетній школі. В 1941—1945 роках виступала в концертних фронтових бригадах. У 1954 році закінчила Ленінградське хореографічне училище.

Могила Валерії Мелашунас-Ферро, Байкове кладовище

В 1954—1969 роках працювала в Київському театрі опери і балету. З 1975 року — балетмейстерка фольклорно-хореографічного ансамблю «Веснянка» Київського університету імені Т. Г. Шевченка.
Донька — заслужена артистка України, провідна акторка Київського академічного театру «Колесо» Наталія Надірадзе-Вронська.
Мешкала у Києві. Померла 7 лютого 1996 року. Похована на Байковому кладовищі поруч із чоловіком, балетмейстером Вахтангом Надірадзе-Вронським (ділянка № 2, 50°25′4.83″ пн. ш. 30°30′37.29″ сх. д. / 50.4180083° пн. ш. 30.5103583° сх. д.).

## Партії
- Есмеральда, Зарема («Бахчисарайський фонтан»);
- Франциска («Франческа да Ріміні» на музику П. Чайковського);
- Маріула («Лілея» К. Данькевича);
- Килина («Лісова пісня» — перша виконавиця в постановці Вахтанга Вронського) та інші.